# Andy Lau
Pour les articles homonymes, voir Lau.

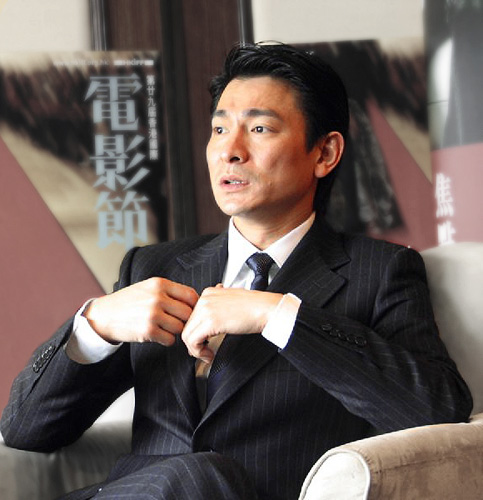
Andy Lau au 29e Festival international du film de Hong Kong de 2005.

Andy Lau, de son vrai nom Lau Tak-wah (劉德華, né le 27 septembre 1961), est un acteur, chanteur et producteur hongkongais. Il est l'un des acteurs les plus célèbres de Hong Kong depuis le milieu des années 1980, ayant joué dans plus de 160 films tout en poursuivant une carrière à succès de chanteur. Dans les années 1990, Lau est rangé par les médias comme l'un des « Quatre rois célestes de la cantopop » et est considéré comme le « Quatrième tigre » parmi les « Cinq généraux tigres de TVB » dans les années 1980.
Lau est entré dans le Livre Guinness des records pour le « Nombre de récompenses remportées par un artiste masculin de cantopop ». En avril 2000, il avait déjà remporté un total sans précédent de 292 récompenses. Lau a également reçu de nombreux prix d'acteur, ayant remporté le Hong Kong Film Award du meilleur acteur trois fois et le Golden Horse Award du meilleur acteur (en) deux fois. En 2005, Lau reçoit le prix de « No 1 au box-office de 1985 à 2005 », ses 108 films de cette période ayant généré 1,73 milliard HK$ de recettes, et en 2007, il reçoit le « Prix Nielsen de la star du box-office d'Asie » par la compagnie Nielsen. Le 25 juin 2018, Lau est invité à faire partie de l'Académie des Oscars,.
En tant que producteur, il fonde en 1991 la société de production Teamwork Motion Pictures, renommée en 2004 en Focus Group Holdings Limited.

## Biographie

### Vie privée
Andy Lau est né dans le district de Tai Po dans les nouveaux territoires de Hong Kong. Il grandit dans une famille très modeste. Il est diplômé du collège Ho Lap de San Po Kong (en) à Kowloon. Andy Lau pratique depuis son plus jeune âge la calligraphie chinoise. Il s'est converti au bouddhisme à l'âge de 30 ans et est aujourd'hui adepte du Temple de Lingyan Mountain à Taiwan.
Andy Lau s'est marié à l'âge de 47 ans avec Carol Chu (en), une ancienne miss Malaisie. Leur relation est longtemps restée secrète pour ne pas entraver la carrière d'Andy Lau et donner l'image d'une star disponible pour ses fans. Le 9 mai 2012, sa femme donne naissance à leur première petite fille, Hanna.

### Carrière d'acteur
Andy Lau fait ses débuts au grand écran en 1982 avec la comédie dramatique Passeport pour l'enfer de la réalisatrice Ann Hui. Le premier réalisateur à lui donner un rôle important est Wong Kar-wai avec As Tears Go By en 1988, année où Andy Lau enchaîne les longs métrages.
Mais ce n'est qu'en 2000 que la consécration arrive enfin, avec le titre de meilleur acteur aux Hong Kong Film Awards, pour sa performance dans Running Out of Time de Johnnie To. D'autres rôles, dans Infernal Affairs d'Andrew Lau et Alan Mak ou Running on Karma de To et Wai Ka-fai lui ont valu des moments de gloire supplémentaire.
Sa performance dans le film Protégé de Derek Yee, aux côtés de Daniel Wu, est une autre preuve de sa qualité d'acteur et de sa prestance à l'écran.
En Occident, il est surtout connu pour sa présence au casting des films Le Secret des poignards volants de Zhang Yimou et Les Seigneurs de la guerre de Peter Chan, avec Jet Li et Takeshi Kaneshiro, ou encore Les Trois Royaumes : La Résurrection du Dragon de Daniel Lee.
En 2012, il est désigné pour tenir un rôle dans Iron Man 3 en tant qu'allié de Tony Stark. Il refuse finalement d'y jouer après la naissance de son premier enfant en mai de la même année.

### Carrière de chanteur
Plus qu'un acteur confirmé, Andy Lau est aussi un chanteur célèbre dans toute l'Asie. Avec Jacky Cheung, Leon Lai et Aaron Kwok, Andy Lau était parmi les chanteurs les plus populaires des années 1990, et les médias les appelaient les « Quatre rois célestes » (四大天王). En Chine continentale, il est une star majeure, ce qui explique sa participation à l'élaboration de chansons sur la thématique des Jeux Olympiques 2008. Il a signé notamment la chanson Everyone is number one.

## Filmographie

### Années 1980
- 1982 : Once Upon a Rainbow
- 1982 : Passeport pour l'enfer
- 1983 : On the Wrong Track
- 1983 : The Home at Hong Kong
- 1984 : Everlasting Love
- 1984 : Shanghai 13
- 1985 : The Unwritten Law
- 1985 : Le Flic de Hong Kong 2
- 1986 : Magic Crystal
- 1986 : Le Flic de Hong Kong 3
- 1987 : Rich and Famous
- 1987 : Sworn Brothers
- 1987 : Tragic Hero
- 1988 : As Tears Go By
- 1988 : The Crazy Companies
- 1988 : The Crazy Companies 2
- 1988 : The Dragon Family
- 1988 : In the Blood
- 1988 : Lai Shi, China's Last Eunuch
- 1988 : The Romancing Star 2
- 1988 : Three Against the World
- 1988 : The Truth
- 1988 : Walk on Fire
- 1989 : Bloody Brotherhood
- 1989 : Long Arm of the Law 3
- 1989 : Runaway Blues
- 1989 : Perfect Match
- 1989 : Proud and Confident
- 1989 : The First Time Is the Last Time
- 1989 : News Attack
- 1989 : Casino Raiders
- 1989 : City Kids 1989
- 1989 : Little Cop
- 1989 : Crocodile Hunter
- 1989 : Héroïne Connection
- 1989 : The Truth: Final Episode
- 1989 : Les Dieux du jeu
- 1989 : The Romancing Star 3
- 1989 : Stars and Roses

### Années 1990
- 1990 : The Fortune Code
- 1990 : Return Engagement
- 1990 : Island of Fire
- 1990 : No Risk, No Gain
- 1990 : Gangland Odyssey
- 1990 : Dragon in Jail
- 1990 : A Moment of Romance
- 1990 : Kung Fu VS Acrobatic
- 1990 : Kawashima Yoshiko
- 1990 : A Home Too Far
- 1990 : Les Dieux du jeu 2
- 1990 : Nos années sauvages
- 1991 : Tricky Brains
- 1991 : Don't Fool Me
- 1991 : The Last Blood
- 1991 : Casino Raiders 2
- 1991 : The Tigers
- 1991 : Zodiac Killers
- 1991 : Hong Kong Godfather
- 1991 : Lee Rock
- 1991 : Lee Rock 2
- 1991 : The Banquet
- 1991 : Saviour of the Soul
- 1991 : Dances with Dragon
- 1992 : Casino Tycoon
- 1992 : What a Hero!
- 1992 : Gun n' Rose
- 1992 : Lee Rock 3
- 1992 : Gameboy Kids
- 1992 : Casino Tycoon 2
- 1992 : The Prince of Temple Street
- 1992 : Saviour of the Soul 2
- 1992 : Succession par l'épée
- 1992 : The Sting
- 1992 : Moon Warriors
- 1993 : Come Fly the Dragon
- 1993 : Future Cops
- 1993 : Days of Tomorrow
- 1993 : Man of the Times
- 1993 : Perfect Exchange
- 1994 : Combats de maître
- 1994 : Drunken Master 3
- 1994 : Return to a Better Tomorrow
- 1994 : Tian Di
- 1994 : A Taste of Killing and Romance
- 1994 : The Three Swordsmen
- 1995 : Pocahontas : Une légende indienne
- 1995 : The Adventurers
- 1995 : Full Throttle
- 1996 : What a Wonderful World
- 1996 : A Moment of Romance 3
- 1996 : Shanghai Grand
- 1996 : Thanks for Your Love
- 1997 : Armageddon
- 1997 : Island of Greed
- 1998 : A True Mob Story
- 1998 : The Conman
- 1999 : Fascination Amour
- 1999 : Prince Charming
- 1999 : The Conmen in Vegas
- 1999 : Running Out of Time
- 1999 : Century of the Dragon

### Années 2000
- 2000 : The Duel
- 2000 : Needing You...
- 2000 : A Fighter's Blues
- 2001 : Love on a Diet
- 2001 : Fulltime Killer
- 2001 : Dance of a Dream
- 2002 : Fat Choi Spirit
- 2002 : The Wesley's Mysterious File
- 2002 : Infernal Affairs
- 2002 : Golden Chicken
- 2002 : Black Mask 2: City of Masks
- 2003 : Give Them a Chance
- 2003 : Love Under the Sun
- 2003 : Cat and Mouse
- 2003 : Running on Karma
- 2003 : Infernal Affairs 3
- 2003 : Golden Chicken 2
- 2004 : Magic Kitchen
- 2004 : Le Secret des poignards volants
- 2004 : La Voie du Jiang Hu
- 2004 : McDull, Prince de la Bun
- 2004 : Yesterday Once More
- 2004 : A World Without Thieves
- 2005 : Wait 'Til You're Older
- 2005 : All About Love
- 2006 : My Mother Is a Belly Dancer
- 2006 : A Battle of Wits
- 2007 : Protégé
- 2007 : Brothers
- 2007 : Les Seigneurs de la guerre
- 2008 : Les Trois Royaumes : La Résurrection du Dragon
- 2009 : Look for a Star

### Années 2010
- 2010 : Time Warriors : La Révolte des mutants
- 2010 : Détective Dee : Le Mystère de la flamme fantôme
- 2011 : Shaolin
- 2011 : What Women Want
- 2011 : Une vie simple
- 2012 : Cold War
- 2013 : Switch
- 2013 : Blind Detective
- 2013 : Firestorm
- 2014 : Golden Chicken 3
- 2015 : From Vegas to Macau 2
- 2015 : Lost and Love
- 2015 : Saving Mr. Wu
- 2015 : Our Times
- 2016 : The Bodyguard
- 2016 : From Vegas to Macau 3
- 2016 : Mission Milano
- 2016 : La Grande Muraille
- 2016 : Railroad Tigers
- 2017 : Shock Wave
- 2017 : The Adventurers
- 2017 : Chasing the Dragon
- 2019 : Fagara
- 2019 : La Guerre des cartels 2

### Années 2020
- 2020 : Find Your Voice
- 2020 : Shock Wave 2
- 2021 : Endgame
- 2023 : The Wandering Earth 2
- En production : Once Upon a Time in Hong Kong
- En production : Crisis Route

## Discographie
- 1985 - 只知道此刻愛你/Just Know I Only Love You (Capital Artists (en)/cantopop)
- 1987 - 情感的禁區/Emotionally Restricted (EMI/cantopop)
- 1988 - 回到你身邊/Back for You (EMI/cantopop)
- 1989 - 劉德華/Andy Lau (EMI/cantopop)
- 1989 - 在夢裡 - 愛的連線/In the Dream Rumored - Love and Communication Lines (EMI/cantopop)
- 1990 - 可不可以 - 誰說不可以/Cannot - Who Said No? (IPS Record/cantopop)
- 1990 - 難免有錯/Inevitable To Make Mistakes (IPS Record/mandopop)
- 1990 - 再會了/Farewell (IPS Record/cantopop)
- 1991 - 愛不完/Neverending Love (IPS Record/cantopop)
- 1991 - 我和我追逐的夢/Chasing My Dream (IPS Record/mandopop)
- 1991 - 一起走過的日子/The Days We Passed Together (IPS Record/cantopop)
- 1991 - 不可不信……緣/Unbelievable...On Edge (IPS Record/cantopop)
- 1991 - 來生緣/Edge of the Next Life (IPS Record/mandopop)
- 1992 - 愛的空間/Love and Space (IPS Record/cantopop)
- 1992 - 謝謝你的愛/Thank You For Your Love (IPS Record/mandopop)
- 1992 - 真我的風采/Really My Style (WEA/cantopop)
- 1993 - 答案就是你/The Answer is You (WEA/cantopop)
- 1993 - 寧願我傷心 - 一生一次/Heartbreak-Once In A Lifetime (UFO Record/mandopop)
- 1993 - 愛意/Meaning Love (WEA/cantopop)
- 1993 - 找愛你/I Love You (WEA/cantopop)
- 1994 - 忘情水/Forget Love Potion (UFO Record/mandopop)
- 1994 - 五時三十分/5:30 (WEA/cantopop)
- 1994 - 天意/Fate (God's Will) (UFO Record/mandopop)
- 1995 - 真永遠/Forever True (Philips Records/mandopop)
- 1995 - 情未鳥/Love Is Not A Bird (Philips Records/cantopop)
- 1996 - 相思成災/Disaster Evolution Phase (Philips Records/mandopop)
- 1996 - 在乎你/Caring About You (Philips Records/cantopop)
- 1996 - 反轉紅館倒轉地球 劉德華演唱會 96/Reversing the Earth (Philips Records/cantopop et mandopop)
- 1996 - 因為愛/Because of Love (Philips Records/mandopop)
- 1997 - 愛如此神奇/Love is Mysterious (Philips Records/mandopop et cantopop)
- 1997 - 真生命/Real Life (Philips Records/cantopop)
- 1997 - 愛在刻骨銘心時/Love Notes Written In Bone Upon My Heart (Philips Records/mandopop)
- 1998 - 你是我的女人/You Are My Woman (Sony Music Entertainment/cantopop)
- 1998 - 笨小孩/Stupid Child (Sony Music Entertainment/compilation mandopop et cantopop)
- 1999 - 回家真好/Good To Be Back Home (Sony Music Entertainment/compilation cantopop et mandopop)
- 1999 - 人間愛/Love in the World (Sony Music Entertainment/mandopop)
- 1999 - 笨小孩/Andy Lau in Concert 99 (Sony Music Entertainment/album live cantopop et mandopop)
- 1999 - 愛無知/Love is Innocent (Sony Music Entertainment/cantopop)
- 2000 - 照點時空/Horizon Focus (Sony Music Entertainment/EP cantopop et mandopop)
- 2000 - 男人的愛/Men's Love (Sony Music Entertainment/mandopop)
- 2000 - 心藍/Heart's Blue (Sony Music Entertainment/cantopop)
- 2000 - 國語金曲精選/Andy Collections (Sony Music Entertainment/compilation mandopop)
- 2001 - 粵語金曲精選/Andy Collections (Sony Music Entertainment/compilation cantopop)
- 2001 - 天開了/Daybreak (Sony Music Entertainment/mandopop)
- 2001 - 夏日/Summer (Sony Music Entertainment/EP cantopop et mandopop)
- 2001 - 夏日演唱會 2001/Andy Lau in Concert 2001 (Sony Music Entertainment/album live cantopop et mandopop)
- 2002 - 美麗的一天/A Better Day (Sony Music Entertainment/mandopop)
- 2002 - 你是我的驕傲演唱會/Proud of You (Sony Music Entertainment/album live cantopop et mandopop)
- 2003 - 如果有一天/If One Day (Sony Music Entertainment/cantopop)
- 2004 - 咖啡及茶牛/Coffee and Tea (Sony Music Entertainment/cantopop)
- 2004 - 劉德華 Vision Tour 2004 演唱會/Andy Lau Vision Tour 2004 (Sony Music Entertainment/album live cantopop et mandopop)
- 2005 - 再說一次‧我愛你/All About Love (Sony Music Entertainment/mandopop)
- 2005 - 繼續談情/Best of My Love (Sony Music Entertainment/compilation cantopop et mandopop)
- 2006 - 聲音/Voice (Sony Music Entertainment/cantopop)
- 2006 - 聲音/Voice: Celebration Version (Sony Music Entertainment/cantopop)
- 2007 - 一隻牛的異想世界/Miracle World (Sony Music Entertainment/mandopop)
- 2007 - 世界第一等/Everyone Is No. 1 (Sony Music Entertainment/compilation cantopop et mandopop)
- 2008 - 劉德華 Wonderful World 香港演唱會 2007/Andy Lau Wonderful World Concert Tour 2007 Hong Kong (Sony Music Entertainment/album live cantopop et mandopop)
- 2008 - 劉德華 Wonderful World 中國巡迴演唱會.上海/Andy Lau Wonderful World Concert Tour Shanghai (Sony Music Entertainment/album live cantopop et mandopop)
- 2009 - 希望愛/HopeLove (Sony Music Entertainment/cantopop)
- 2009 - 長途伴侶/Long Distance Companion (Sony Music Entertainment/cantopop)
- 2010 - 忘不了/Unforgettable (Sony Music Entertainment/cantopop et mandopop)

## Récompenses
- 2000 : Prix du meilleur acteur lors des Hong Kong Film Awards pour Running Out of Time.
- 2004 : Prix du meilleur acteur lors des Hong Kong Film Awards pour Running on Karma
- 2012 : Prix du meilleur acteur lors des Hong Kong Film Awards pour Une vie simple
- Festival international du film de Catalogne 2013 : Meilleur acteur pour Blind Detective

## Voix françaises
En France
| - Bruno Choël dans : - Running Out of Time - Fulltime Killer - Jean-Michel Fête dans : - Infernal Affairs - Infernal Affairs 3 - William Coryn dans : - La Grande Muraille - The Adventurers | Et aussi - Patrick Borg dans Island of Fire - Jean-Philippe Puymartin dans Le Secret des poignards volants - Mathieu Moreau dans A Battle of Wits - Nicolas Marié dans Protégé - Stéphane Pouplard dans Détective Dee : Le Mystère de la flamme fantôme - Boris Rehlinger dans The Wandering Earth 2 |